# 桂三度
桂 三度（かつら さんど、1969年8月27日 - ）は、日本の落語家、お笑いタレント、放送作家。大阪府守口市出生（0歳～14歳）、滋賀県高島郡安曇川町（現在の高島市）出身（14歳～21歳）吉本興業所属。NSC大阪校10期生。本名は渡邊 鐘（わたなべ あつむ）。
1991年より漫才コンビ、ジャリズムのボケ担当・渡辺 あつむ（わたなべ あつむ）として活動し、1998年のコンビ解散以降は主に放送作家として活動。2004年のジャリズム再結成以降漫才師として復帰し、並行して「3の倍数と3が付く数字のときだけアホになります」とするピン芸ネタを中心とした活動を世界のナベアツ（せかいのナベアツ）名義でも行っていた。2011年に再びコンビを解散させ、落語家に転身し現在の高座名に改名。上方落語協会会員。

## 来歴
- 1991年 - 山下しげのりと漫才コンビ「ジャリズム」を結成[1]。
- 1998年 - ジャリズムを一度解散し、放送作家としての活動を始める。
- 2003年10月 - 千原兄弟のコントライブ「プロペラを止めた、僕の声を聞くために。」に出演。
- 2004年2月 - ルミネtheよしもとにて「元ジャリズム祭り」を開催し、再結成を宣言。『登龍門F』（フジテレビジョンで2004年5月4日放送）を皮切りにコンビ、ピン芸人としても様々なテレビ番組に出演するようになる。
- 2007年12月17日放送の『爆笑レッドカーペット』にて第5回レッドカーペット賞を受賞。
- 2008年 - R-1ぐらんぷり決勝大会に進出。決勝3位となり、一気にブレイク。反対に山下は1回戦敗退だった。GQ MEN OF THE YEAR 2008を受賞[2]。
- 2009年2月11日 - 竹馬アイドルユニット・紫SHIKIBUとしてCDデビュー。同グループの楽曲の作詞・作曲も担当した。
- 2011年2月 - 落語の修業に取り組むため、再びジャリズムを解散する事を発表[3]。
- 2011年3月2日 - 桂三枝（現：六代桂文枝）に弟子入りする[4]。5月24日に発表された高座名は「桂三度」となった[5]。
- 2012年1月3日 - 東京都港区の品川プリンスホテルにて開催された『新春! しながわ寄席』で落語家：桂三度として初高座に上がった[6][7]。その一方で、落語家としての活動に専念するために、放送作家としての活動を同年末で休止している[注 1]。
- 2013年 - 5年振りに出場したR-1グランプリで、「桂三度」名義では初めて、自身では2度目、落語家では大会史上10年振り・3人目[注 2]の決勝進出。しかし、師匠の六代桂文枝が審査員に名を連ねていた決勝では、Bブロックの3位に終わった。
- 2018年10月22日 - NHK新人落語大賞を受賞。三度はこれが同大会4度目の決勝進出で、審査で入船亭小辰と同率1位になり決選投票までもつれ込んでの優勝だった[8]。なお受賞特典である翌年1月3日の『新春生放送!東西笑いの殿堂2019』への出演はしなかった。

## 人物
- 身長174cm。
- 血液型はB型。
- 既婚。弟が一人いる。
- 小学時代6年間、柔道をしていた。

結三柏は、桂文枝一門の定紋である。

- 放送作家として携わった番組では本名の「渡辺鐘」をそのまま使うなど、キャリアに応じて名義を使い分けている。
- ますだおかだの増田英彦とは同じ守口市立梶中学校の同級生。中学3年で引っ越しする。芸歴は増田の方が1年後輩であるが、同級生であるため、プライベートでも仕事場でも「あつむ」と呼ばれている。中川家も同じ中学校で、渡辺の弟は中川礼二と同級生。
- ジャリズム結成前から夢中になっていた『スクール☆ウォーズ』（TBS）や『東京湾ブルース』（テレビ朝日）などのテレビドラマなどを、コントのネタにして書きためていた。放送作家時代にはコントを披露するバラエティ番組に携わる機会が多かったことから、「コント作家」とも呼ばれていた。
- 第1次ジャリズム時代は「声がデカい」ということで有名であったが、放送作家専業時代のラジオでは出演者に配慮してボソボソとしゃべることも多かった。
- コントでは声色を使い分けて多彩なキャラクターを演じている。素は芯のある声質で、それを活かしたネタも多い。例えばジャリズムの代表的なコント「葬式DJ」は、渡辺がリアリティ溢れるDJを違和感なく演じることで成立している。
- 上方落語に傾倒している。2011年3月2日、桂三枝（現・六代桂文枝）に18番目（廃業した弟子を含めると22番目）の弟子として入門し、同年秋から本格的に落語家として修業を始めることになった。本人によれば、落語家への転身という夢を10年間持ち続け、初監督映画『さらば愛しの大統領』公開後に桂三枝への弟子入りを決意したとのこと[9]。
- 落語家としての高座名「桂三度」は姓の渡辺の「渡」を三と度にバラしたもの[10]。他の候補「桂三」は「ちょっと落語家らしくない」、ナベアツとしてのネタ「3の倍数と3が付く数字のときだけアホになります」から「桂三乗」を考えたが桂二乗（米朝一門の桂米二門下）が既に存在している、「桂三〇九（サンマルク）」という案もあったが「サンマルクという顔ではない」として、いずれも名付けた三枝が没にした[10]。吉本興業所属者がお笑い芸人から落語家に転身したのは、2008年の月亭方正（山崎邦正）以来だった。
- 『金田一少年の事件簿』の「魔犬の森の殺人」にて本名で登場している（アニメ版で演じたのは中村秀利、ドラマ版で演じたのは岡本光太郎）。漫画では殺害されて、メロンでトマトを潰すというかなり難しいダイイングメッセージを残している。
- KARAのファンである[11]。
- サンテレビで放送されている素人カラオケ番組『生×カラ!TV』にも何回か出演しており、2024年6月16日放送で四段から五段に昇格した（「渡辺義春」名義で出演）[12]。

## 世界のナベアツ
ジャリズム再結成後は銀色のスーツにチョビ髭という出で立ちで登場するようになり、ネタ中に事あるごとに「世界のナベアツ」と自称するようになる。
この「世界のナベアツ」のキャラクターで2007年後半からネタ番組（『あらびき団』、『爆笑レッドカーペット』など）に出演するようになる。
なお、落語家転身後は髭を剃っているが、ギャグは封印していない。

### 主な持ちネタ＆ギャグ
- 3の倍数と3が付く数字（例:3、6、9、12、13、15、18、21、23、24、27、30、31、32、33、34、35、36、37、38、39…）のときだけアホになります
  - 最も代表的なネタ。Fizz Buzzと呼ばれる昔からある言葉遊びと同様の規則性で、1から順に数を数えながら3の倍数と3の付く数字では「さぁーん!」と奇声を発し、同時に「アホになる」顔芸をするもので、アホな顔の作り方は「自分の耳に噛み付くイメージ」をしているとの事。他にも以下のようなバリエーションがある。このギャグは落語家転身後も自己紹介時、桂三度の「三」でアホになるなど、現在でも使用している。
    - 5の倍数だけ犬っぽくなります
    - 8の倍数だけ人探しをしてる感じになります
    - 3の倍数と3が付く数字だけ憤りを感じます
    - 8の倍数だけ気持ちよくなります
    - 8の倍数だけ媚びへつらいます
    - 5の倍数だけナルシストになります
    - 生身のナベアツがまず3の倍数と3が付く数字だけアホになり、モニターに映ったナベアツがそれ以外の数字でアホになります（擬似的なコンビ芸）
    - 8の倍数だけ青春します
    - 9の倍数で正気に戻ります
    - 8の倍数のときに寝起きドッキリになります
    - 8の倍数のときにクイズ番組に出てる感じになります など

  - このネタが誕生したきっかけは、とある駅ビルの床のマスを1個1個数えながら歩いていたらそのマス目が3つおきにアホみたいな明るいどどめ色で、アホな色の時だけアホな声で数えてみたらネタに使えると採用され完成した。アホの声は初期は甲高い声だったが、後に子供みたいな声になった。
  - 通常は40で終わるが、40以降も続いている場合は「3の倍数と3が付く数字のときだけアホになり（**の倍数で**になって）xx又はxxxまでいきます（例：3の倍数と3が付く数字だけアホになり、5の倍数だけ犬っぽくなって1000までいきます）」という。なお、40で終わる通常版では40回中21回アホになる（27までの3の倍数と13と23及び30から39の10回連続でアホになるため）。
  - 2008年2月5日に関西テレビで放送された『オッチモ!』の「お笑い化学反応バラエティ ザ・ケミストリー」で、このネタが外国人に笑ってもらえるのか試す企画を行い、英語、フランス語、スペイン語の3か国語で披露した。
  - フジテレビ系列のクイズ番組『脳内エステ IQサプリ』にて、2008年4月から9月までこのネタをゲーム化した『世界のナベアツサプリ』が行われ、ナベアツ本人も出演していた。
  - 「桂三度」に改名後の2012年11月から担当している『パテナの神様!』（MBSテレビ）のナレーションでも、"3"が入った数字を紹介するたびに、「世界のナベアツ」時代の口調でその数字を強調している。
- QUEENのフレディ・マーキュリーのものまねでものまねパブのオーディションを受ける男[注 4]
- T-BOLANを知らない子供達（ジローズの「戦争を知らない子供たち」の替え歌）
- 声カッター
  - 犬の鳴き声のように甲高い声を出して風船を割ろうとするもの。最終的に鏡の反射を利用して割ろうとするが、当然成功しない。
- ultra soulに助けてもらう
  - 日常で起こりうる格好悪いシーンを演じ、格好悪い瞬間にultra soulサビ最後の「ウルトラソウル」のフレーズを流し助けてもらう。
- 正しく読まナイト
  - モニターに映された様々にアレンジされた手書きの文字をアレンジされた通りに正しく演じて読む。
- 九九を熱演
- 泣いてるか笑ってるかクイズ など
- OMORO!（オモロー）
  - 「面白い」という意味の「OMORO!」を、ネタの最初（「これから面白いこと、すなわちOMORO!なことをします」といって芸を始める）と最後に、決め台詞として発言していた。元々この台詞は相方の山下しげのり（現・インタビューマン山下）が最初に生み出したものである（山下しげのりを参照）。他のネタでうけが悪かったときに「うけなかったけど、OMORO!」と無理やり締めることもあった、落語家転身の際このギャグは山下本人に返上する形で封印した。
- ギャグ「ブッカーケ」
  - 考案は山下の母親。

## 出演

### バラエティ
- あらびき団（TBS）
- 爆笑レッドカーペット（フジテレビ）キャッチコピーは「お笑いワールドスタンダード」（特番時代）→「"オモロー"は地球を救う」（レギュラー化後）
  - レッドカーペット賞3回受賞。
- 脳内エステ IQサプリ（フジテレビ、2008年4月 - 2009年3月）
- R-1ぐらんぷり（関西テレビ、2008年）
- なべあちっ!（フジテレビ、2008年4月14日 - 2011年3月）
- Y.A.P.P.Y. LAUGH COMPLEX（読売テレビ、2008年10月10日） - 世界のナベアツ名義で初司会
- 熱血!!ゴルフ女子部（テレビ朝日）
- FNSソフト工場「行動実験バラエティー オモロ幸福論」（仙台放送、2010年10月25日）MC

以下の番組では、出演期間中に名義を「世界のナベアツ」から「桂三度」に変更。
- 上泉雄一のええなぁ!金曜パートナー（MBSラジオ、2009年4月 - 2019年9月）月に1回のペースで出演
- IPPONグランプリ（フジテレビ）第1回 - 第6回
- パックンたまご（MBSラジオ、2010年12月3日 - 2014年3月27日）
- クルマッチョ! 〜みんなの社会CAR見学〜（TBS、2011年1月26日 - 6月29日）

以下の番組には、名義を「桂三度」に変更した後にレギュラーで出演。
- プリプリ水曜日（MBSテレビ、2012年10月3日 - 2013年3月13日）
- パテナの神様!ナレーター（MBSテレビ、2012年11月7日 - 2013年9月25日）
- アッパレやってまーす!火曜日（MBSラジオ、2014年4月1日 - 2015年3月24日）
- クリス松村のザ・ヒットスタジオ〜レッツゴーヤンヤン〜（MBSラジオ、2014年4月4日 - ）
- 坂上忍の勝たせてあげたいTV（日本テレビ、2014年 - 2017年）「自転車の神様」[13][14]
- 雨上がりの「Aさんの話」〜事情通に聞きました!〜（ABCテレビ）プレゼンターとして不定期出演
- 金曜オモロしが（びわ湖放送、2020年4月3日 - ）

### CM
- ミスタードーナツ（2008年）店員役の相武紗季と共演。キャンペーンセール期間の日付にちなみ、「○○から××までの連続した数字だけアホになる」というギャグ（例：6月4日 - 6月8日なら「4-8まで」、7月9日 - 7月13日なら「9-13まで」）を披露した。
- 富士通 F906i（2008年）機種の特徴である「グーグルサーチキー」で「オモロー」と、共演者の木村拓哉（SMAP）が検索したときに出現。
- スパワールド（2008年）関西ローカルのCM。プール内に設けられたバンジージャンプとトランポリンを組み合わせた遊具施設「バンバンジー」のキャラクター。「ナベアツとLOST編」と「ナベアツで大放出編」の2バージョン。
- ジャンボカラオケ広場（2008年）関西ローカルのCM。夏限定「世界のナベアツのアホになるくらい笑いがとまらんキャンペーン」のイメージキャラクター。
- スカイパーフェクト・コミュニケーションズ（2008年7月）「スカパー!」のチャンネルで見ることができるドラマのうち『24』のみアホになるというギャグを披露した。
- ロート製薬 「ロートZi:ファイニュー」（2008年12月）
- EDWIN「503」（2008年12月）
- 任天堂「メイドイン俺」（2009年4月）CM出演時の自作ゲームをニンテンドーWi-Fiコネクションにて期間限定配信。
- なんばウォーク（2010年1月）関西ローカルのCM。正月限定のCMで声のみの出演。
- ほっともっと（2012年9月）師・桂文枝、兄弟子・桂三幸、桂三四郎、桂三語との共演。
- ドラEVER（2022年4月）[15]

### ドラマ
- サイコメトラーEIJI（1997年）
- ロト6で3億2千万円当てた男（2008年）
- 華麗なるスパイ（2009年）- 来栖健一 役
- 彼らを見ればわかること（2020年1月11日 - 2月29日、WOWOW） - 下瀬川誠 役

### 映画
- 日常〜恋の声〜（2007年）
- パパとママがふしあわせでありますように（2008年、「世界のナベアツ」名義）
- さらば愛しの大統領（2010年、「世界のナベアツ」名義）
- ゴーストライターホテル（2012年、「世界のナベアツ」名義）

### アニメ
- ガンバリスト!駿（読売テレビ）作業員B役
- 金田一少年の事件簿（読売テレビ）生徒役、再結成前のジャリズム時代
- 超機動伝説ダイナギガ（OVA）南郷良一 役
- ヤッターマン（読売テレビ）第25話「ヤッターアンコウ登場だコロン!」、世界のナベアツ/ヤッターマン3号（本人）役
- 劇場版MAJOR メジャー 友情の一球（2008年）少年野球チーム・鹿児島リトルの監督役、アニメ映画声優デビュー作

### 日本語吹き替え
- ザスーラ（『金曜ロードショー』版）ロボットの声

### ラジオ
- FINE DAYS! 「桂三度のホトケの顔も三度まDAY!」（2016年8月 - 2017年9月、東海ラジオ） - パーソナリティ[16]
- 東野幸治のホンモノラジオ（2022年7月7日 - 、朝日放送ラジオ）聴き役

### お笑いライブ等
- 「都会サワー」
  - 大阪公演（大阪府立上方演芸資料館、1999年8月22日）
  - 東京公演（シアターモリエール、1999年8月25日）
- 「シャンプーハット の 負けられNight」※ゲスト出演（baseよしもと、1999年10月16日）
- 「うるとら・すちゅ〜ぴっど」
  - 大阪公演（baseよしもと、2001年8月25日）
  - 東京公演（本多劇場、2001年9月5日）
- 「プロペラを止めた、僕の声を聞くために。」※千原兄弟と共演（紀伊国屋サザンシアター、2003年10月18日）
- 「世界のナベアツ日本公演」※ゲスト有り（ルミネtheよしもと、2008年2月2日）
- 「けったいさん」（シアターモリエール、2010年3月14日）

### 写真集
- 世界のナベアツ写真集『3の倍数と3がつくページだけアホになります』[17]（2008年6月13日、ワニブックス）

### ミュージックビデオ
- NMB48 「純情U-19」

## 放送作家として関わっていた番組

### テレビ
- 森田一義アワー 笑っていいとも!水曜日→金曜日→火曜日→金曜日→月曜日（フジテレビ、2008年9月22日まで）
- めちゃ2イケてるッ!（フジテレビ）
- 笑う犬シリーズ（フジテレビ）
- 感じるジャッカル（フジテレビ）
- ロバートホール水（フジテレビ）
- リチャードホール（フジテレビ）
- ワンナイR&R （フジテレビ）
- ポンキッキーズ 内「爆チュー問題の部屋」（フジテレビ）
- 働くおっさん劇場（フジテレビ）
- モーニングビッグ対談（フジテレビ）
- ウチムラ7（フジテレビ、2004年9月28日）
- FNS27時間テレビ!! みんな笑顔のひょうきん夢列島!!（フジテレビ）
- 美少女日記III 内「ことミック大辞典」→「燃えろ!マナー部」（テレビ東京）
- セクシー女塾→それゆけ!ゴロッキーズ（テレビ東京）
- JAPANロッケフェスティバル（フジテレビ）※ブレーン担当
- 空飛ぶ!爆チュー問題（フジテレビONE）
- 雨上がり決死隊のトーク番組アメトーーク!（テレビ朝日、2012年末まで）
- 笑点（日本テレビ、2022年6月26日）

### ラジオ
- JUNK水曜日 雨上がり決死隊べしゃりブリンッ!（TBSラジオ）

## 映画監督としての作品
- さらば愛しの大統領（2010年、「世界のナベアツ」名義で劇中にも出演）